# بانوراما دراما
بانوراما دراما هي قناة تلفزيونية فضائية مصرية تعرض المسلسلات والمسرحيات الدرامية المصرية والعربية، تبث عبر الأقمار الصناعية نايلسات وعربسات.
اكتسبت شهرتها وسمعتها الواسعة في الوسط الإعلامي العربي منذ انطلاقها عام 2008 عبر عرض المسلسلات وخصوصاً الحصرية في شهر رمضان، وقد أصبحت ملك المنتج المصري حسام مهدي في عام 2018، لم يكن هناك الكثير من القنوات المتخصصة التي تقدم نفس المادة التي تقدمها بانوراما دراما، إلا أنه الآن يوجد الكثير من هذه القنوات جنباً إلى جنب مع بانوراما دراما تبث عبر نفس الأقمار.

## وصلات خارجية
- موقع الوطن